# Monumento conmemorativo del primer movimiento homosexual
El monumento conmemorativo del primer movimiento homosexual (en alemán: Denkmal für die erste homosexuelle Emanzipationsbewegung) es un monumento conmemorativo situado en el barrio de Moabit de Berlín, junto al río Spree. Inaugurado el 7 de septiembre de 2017, el monumento conmemora el primer movimiento homosexual, que desapareció en 1933 por represión de los nazis, y especialmente el Comité Científico-Humanitario fundado en 1897 para oponerse al artículo 175 del Código Penal alemán, que criminalizaba la homosexualidad. La sede del Comité Científico-Humanitario estaba situada en la otra orilla del Spree, en la que se encuentra la Cancillería Federal. El monumento incluye un panel informativo, instalado en 2011, que analiza el avance del movimiento de liberación homosexual con retratos de Anita Augspurg (1857-1943), Karl Heinrich Ulrichs (1825-1895) y Magnus Hirschfeld (1868-1935). La orilla del río donde se encuentra el monumento se llama desde 2008 Magnus-Hirschfeld-Ufer.

## Historia
La historiadora Laurie Marhoefer analizó un cartel de 2013 que solicitaba donaciones para el monumento. El cartel mostraba a varias mujeres, contradiciendo la naturaleza dominada por los hombres del movimiento que conmemoraba el monumento. En el cartel se podía leer: "De Berlín surgió una época negra para el mundo, pero también el movimiento más colorido que jamás haya existido". Por eso, el movimiento homosexual se cita como un "pasado útil" del que los alemanes pueden sentirse orgullosos.
En 2015, el diseño ganador fue seleccionado entre cinco diseños preparados por nueve estudiantes de la Universidad de las Artes de Berlín a partir de 2013. El diseño ganador presenta seis estatuas de callas de unos cuatro de altura con los colores del arcoíris. Se eligió la calla porque tiene partes femeninas y masculinas en la misma planta. Los diseños se exhibieron en la Haus der Kulturen der Welt en un evento al que asistieron 200 personas, entre ellas Klaus Wowereit, Petra Pau, Jan Stöß, Daniel Wesener, Klaus Lederer y Alexander Spies. El diseño colorido del monumento contrasta con el gris del monumento a los homosexuales perseguidos por el nazismo, ubicado en otra parte de Berlín. El coste del monumento, de 200.000 euros, fue sufragado con donaciones privadas y por la Lotto-Stiftung Berlin.
El monumento ha sido vandalizado en varias ocasiones: agosto de 2017, octubre de 2018, agosto de 2019, octubre de 2019 y abril de 2021. Ha sufrido actos vandálicos como doblar los paneles informativos y borrar los rostros de los activistas.